# Herinneringsmedaille bezoek in 2013 aan het Caribisch deel van het Koninkrijk
De Herinneringsmedaille bezoek Caribische deel van het Koninkrijk 2013 is een Nederlandse koninklijke onderscheiding die wordt toegekend ter gelegenheid van het officiële bezoek van Willem-Alexander als koning der Nederlanden aan het Caribisch deel van het Koninkrijk van 12 tot en met 21 november 2013.
De herinneringsmedaille is met zilver vervaardigd en cirkelrond met een middellijn van 30 millimeter. Zij vertoont aan de voorzijde naar links gewend de beeldenaar van Koning Willem-Alexander en aan de keerzijde een gekroond monogram houdende de letters «W» en «A», de tekst «30 april 2013», alsmede als omschrift de woorden «Willem-Alexander Koning der Nederlanden». De herinneringsmedaille wordt op de linkerborst gedragen aan een 27 millimeter breed Nassaublauw moiré lint, met in het midden vier verticale oranje banen, elk van 2 millimeter breed en 2 millimeter uiteen.

## Achtergrond
Deze herinneringsmedaille wordt bij koninklijk besluit toegekend aan personen die een bijzondere bijdrage hebben geleverd aan het bezoek, welke bijdrage hun dagelijkse werkzaamheden betekenisvol te boven gaat. De toekenning geschiedt op voordracht van de minister van Binnenlandse Zaken en Koninkrijksrelaties.
De koning der Nederlanden is volgens het Statuut voor het Konininkrijk het staatshoofd van het koninkrijk dat Nederland, Aruba, Curaçao en Sint Maarten omvat. De koning wordt alleen in Nederland door de Staten Generaal ingehuldigd. Om de gelijkwaardige positie van de autonome landen binnen het koninkrijksverband te benadrukken heeft koning Willem-Alexander een officieel bezoek gebracht.
Ook koningin Beatrix stelde een dergelijke herinneringsmedaille in. Beatrix bracht na haar inhuldiging in 1980 niet alleen een bezoek aan de Nederlandse Antillen, maar bepaalde ook dat in het kader van dat bezoek een herinneringsmedaille zou worden uitgereikt met de naam Medaille bezoek Nederlandse Antillen 1980, waarvan de voorzijde gelijk was aan de Herinneringsmedaille 1980.